# Rudolf Clausius
Rudolf Julius Emanuel Clausius, född 2 januari 1822 i Köslin, död 24 augusti 1888 i Bonn, var en tysk fysiker och matematiker. Han var en av de fysiker som lade grunden för termodynamiken.
Clausius utnämndes 1855 till professor i fysik vid Eidgenössische Technische Hochschule i Zürich, erhöll 1857 en professur vid Universitetet i Zürich samt 1867 en professur vid Würzburgs universitet] och 1869 vid Bonns universitet. Han är den som står bakom namnen på många av de grundläggande begreppen inom termodynamiken, och var bland annat den som myntade ordet entropi 1865. 
Hans arbeten inom detta ämnesområde offentliggjordes först i Johann Christian Poggendorffs Annalen (Grundzüge einer Theorie der Gase, 1856) och därefter i bokform under titeln Die mechanische Wärmetheorie (1864–1867; andra upplagan 1876–1891; band I i tredje upplagan 1887). 
I övrigt utgav Clausius Die Potentialfunktion und das Potential (1859; fjärde upplagan 1885) med mera. Mycket känt är också, på grund av den senare utvecklingen i form av elektrolytiska dissociationsteorin, hans hypotes att elektrolyternas molekyler delvis är sönderdelade (1857).
Clausius blev medlem av svenska Kungliga Vetenskapsakademien 1878. Han tilldelades Copleymedaljen 1879 och Ponceletpriset 1882.